# 埃烏拉河

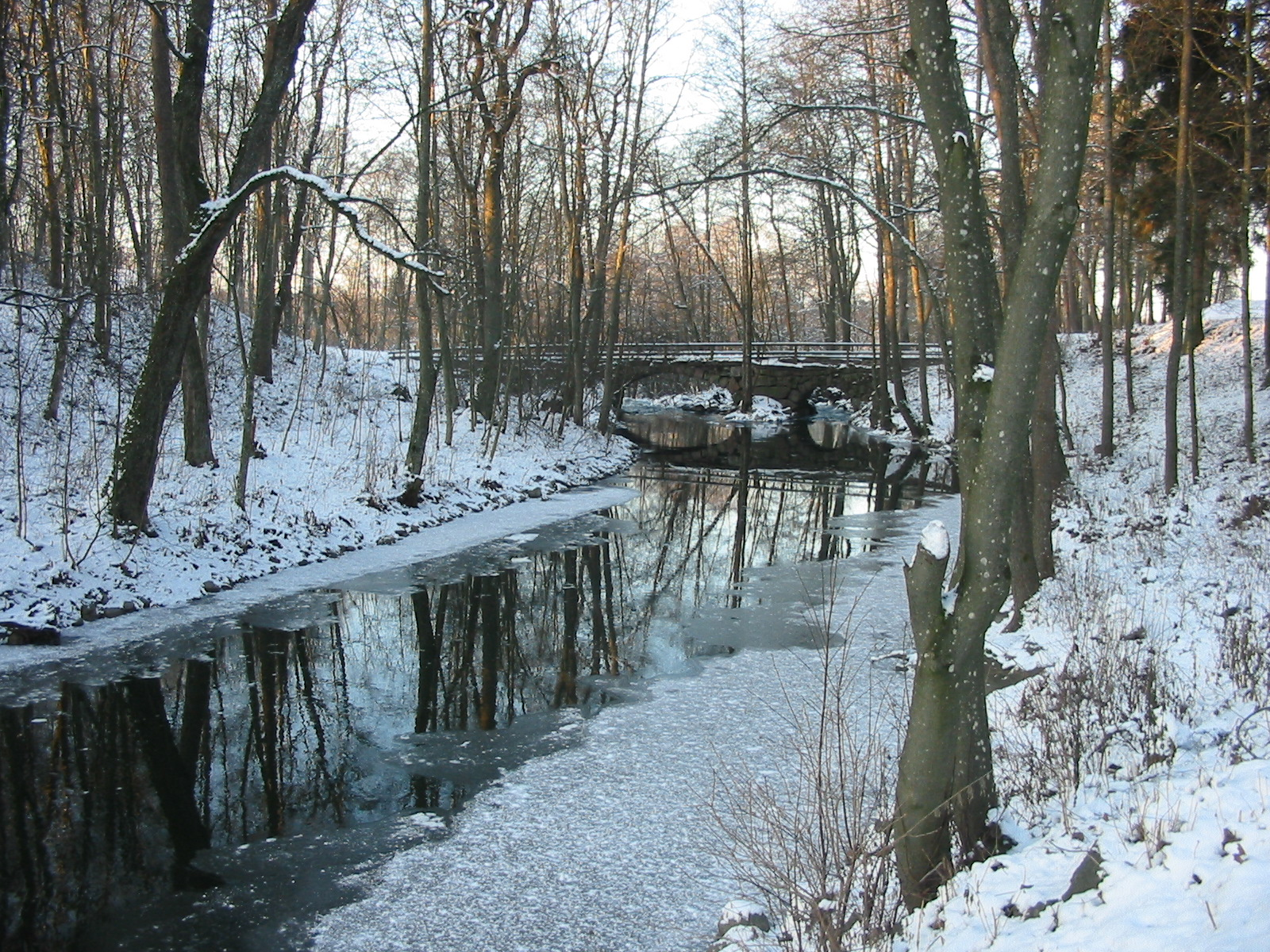

埃烏拉河（芬蘭語：Eurajoki）是芬蘭的河流，位於該國西南部薩塔昆塔區，發源自皮海湖，注入波的尼亞灣，河道全長52公里，流域面積1,336平方公里，平均流量每秒9.2立方米。